# Filoksenos z Mabbug

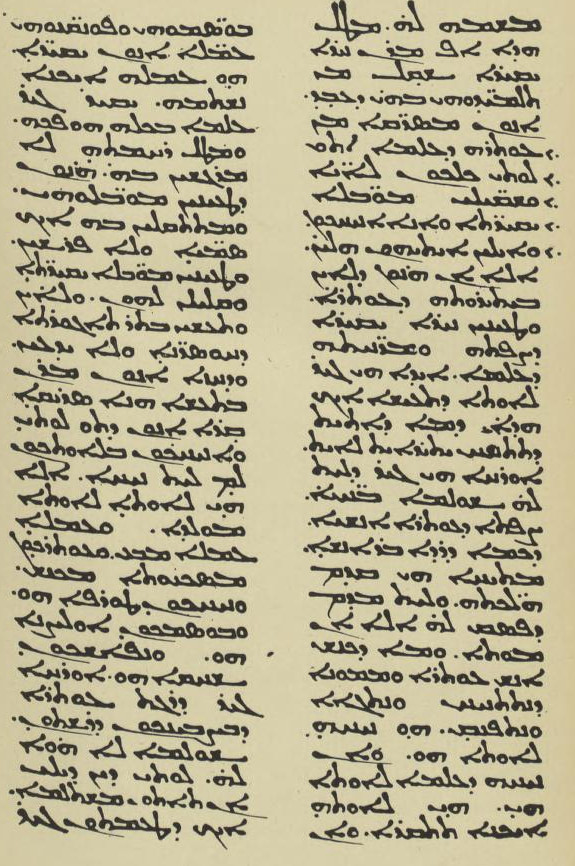
Faksymile początku rękopisu Homilii Filoksenosa z Mabbug. Manuskrypt syryjski przechowywany w Bibliotece Brytyjskiej pod sygnaturą 14598, fol. 119a

Filoksenos z Mabbug (syr. ܐܟܣܢܝܐ ܡܒܘܓܝܐ, Aksenāyâ Mabûḡāyâ; stgr. Φιλόξενος Ἱεραπόλεως; łac. Philoxenus Hierapolitanus), także Filoksen, Aksenaia, Xenias, Xenos, Aksnoyo (ur. ok. 450 w regionie Beth Garmai w Persji, zm. 523 w Filipopolis w Tracji) – syryjski filozof i teolog pochodzący z Persji; biskup Mabbug. Jeden z najpłodniejszych pisarzy późnej starożytności. Uważany za najwybitniejszego teologa antychalcedońskiego w dziejach chrześcijaństwa. Święty Kościoła syryjskiego i innych Kościołów przedchalcedońskich.

## Badania naukowe nad Filoksenosem

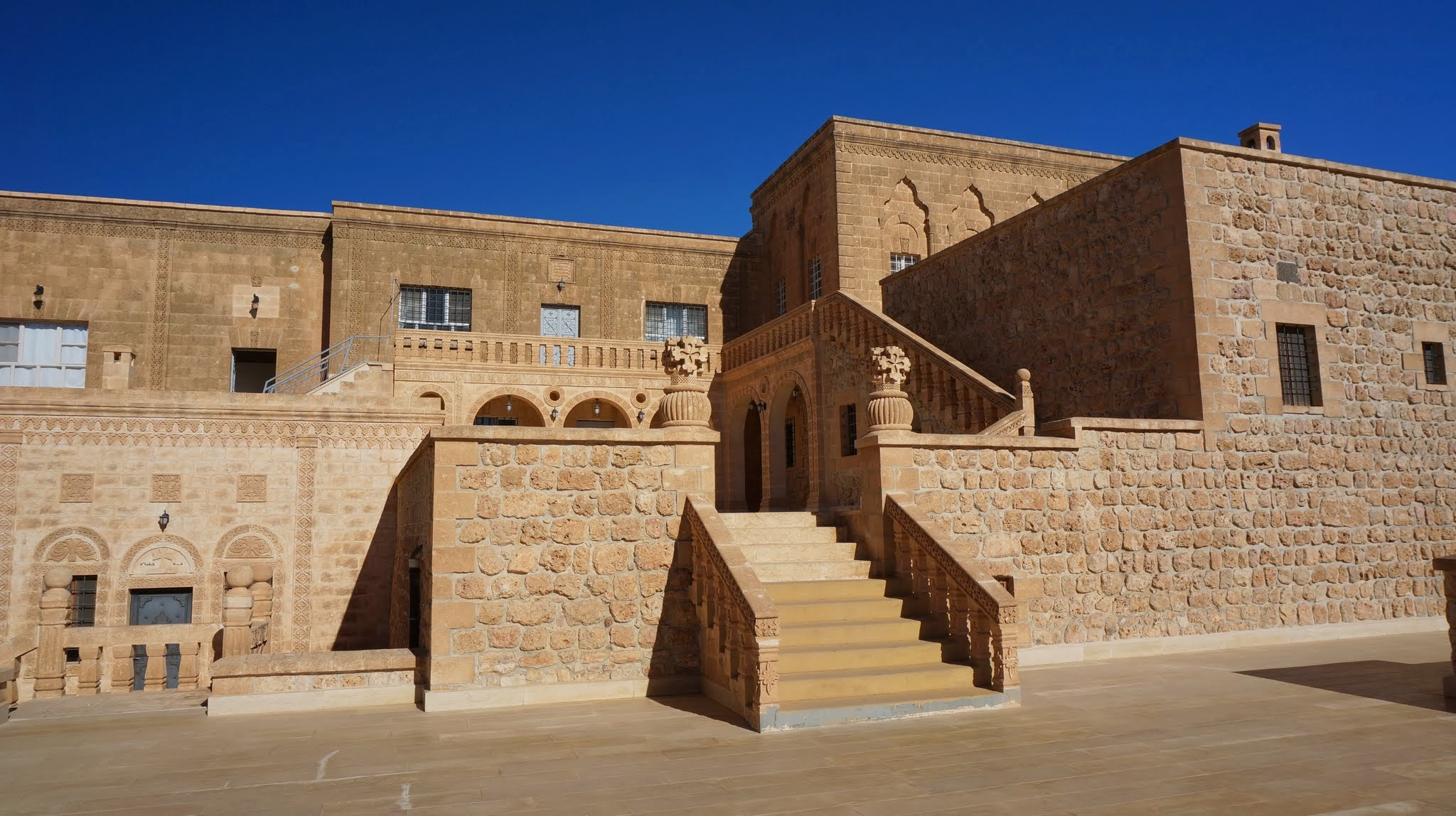
Syryjski klasztor Qartamin, w którym mnich Eli napisał w XIII wieku obszerną biografię Filoksenosa. Współcześnie na terenie Turcji

Fakty z życia Filoksenosa znane są z jego własnych prac, listów wymienianych między biskupami, zachowanych dokumentów kościelnych oraz państwowych z V i VI wieku. Filoksenosowi poświęcono wiele dzieł hagiograficznych. Najbardziej obszerną biografią jest powstała w XIII wieku praca pióra Eliego, mnicha z klasztoru Qartamin w regionie Tur Abdin. Eli oparł się na wielu wczesnośredniowiecznych źródłach, z których podstawowym był anonimowy Żywot. W dziełach hagiograficznych spisano liczne legendy związane z biskupem Mabbug, które narosły przez wieki. We współczesnej nauce legendy te uznaje się za niewiarygodne.
Filoksenos był na Zachodzie pisarzem mało znanym. Jego imię wymieniano w pracach poświęconych sporom chrystologicznym późnej starożytności. W XIX wieku zaczęto wydawać prace Filoksenosa, jednak głównie w oparciu o dawne tłumaczenia greckie lub łacińskie. Wydania z rękopisów syryjskich pojawiły się w większej liczbie dopiero w pierwszej połowie XX wieku.
Na fali zainteresowania duchowością Wschodu, w latach 60. XX wieku, odkryto unikalną wartość filozofii i teologii biskupa Mabbug. W tym odkryciu najważniejszą rolę odegrał amerykański autor Thomas Merton, który przeanalizował twórczość Filoksenosa w pracach Philoxenos on the Foundations of the Spiritual Life and the Recovery of Simplicity, Raids on the Unspeakable, The Wisdom of the Desert oraz Zen and the Birds of Appetite. Książki Mertona były bardzo poczytne, przełożono je na kilkadziesiąt języków. Ze szczególnym zainteresowaniem spotkała się teza Mertona, zgodnie z którą występują liczne analogie i podobieństwa między filozofią Filoksenosa a filozofią buddyjską, zwłaszcza zen.
W 1963 roku André de Halleux z Uniwersytetu w Louvain opublikował monografię Philoxène de Mabbog: sa vie, ses écrits, sa théologie. Pozostaje ona najbardziej wnikliwym i obszernym opracowaniem omawiającym życie i prace Filoksenosa, od kodykologii po chrystologię. Halleux zbadał dostępne syryjskie manuskrypty, które zawierały dzieła przypisywane Filoksenosowi, i ustalił, czy są one autentyczne. Oddzielił też fakty z życia biskupa Mabbug od późniejszych legend. Kolejną ważną monografią była wydana w roku 1981 w Oksfordzie praca Sebastiana Brocka The Resolution of the Philoxenian/Harclean Problem, poświęcona syryjskim manuskryptom z filokseńskim tłumaczeniem Nowego Testamentu. Na przełomie XX i XXI wieku wydano szereg monografii poświęconych filozofii i teologii biskupa Mabbug. Na amerykańskich i europejskich uczelniach prowadzone są dalsze prace badawcze, zwłaszcza nad nowo odkrytymi manuskryptami.

## Imię

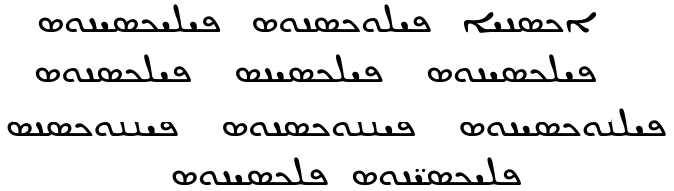
Aksenaia, Filoksenos – różne warianty zapisu imienia Filoksenosa z Mabbug w starożytnych i średniowiecznych syryjskich manuskryptach jego prac

Imię Aksenaia (ܐܟܣܢܝܐ) przyjął po nominacji na biskupa, w roku 485. Posługiwał się też zhellenizowaną wersją tego imienia: Filoksenos (Φιλόξενος). W zachowanych, syryjskich rękopisach jego prac obie wersje imienia stosowane są zamiennie.
Tradycyjnie, w nauce europejskiej używane jest jego imię w wersji greckiej. W polskich pracach niekiedy stosuje się wersję Filoksen. W jednym z syryjskich, średniowiecznych rękopisów znajduje się nota, zgodnie z którą oryginalne imię Filoksenosa to Józef. Jednak żadne inne źródło historyczne nie potwierdza tej informacji.

## Życiorys

### Dzieciństwo i młodość
Filoksenos urodził się w perskim państwie Sasanidów, w prowincji Beth Garmai. Data jego urodzin nie jest znana. Jego rodzinne strony leżały w dolinie Tygrysu, niedaleko Kirkuku. Według źródeł hagiograficznych urodził się w miejscowości o nazwie Tahal. Współcześni badacze uważają, że wydarzyło się to najprawdopodobniej między rokiem 440 a 450.
Rodzina Filoksenosa była pochodzenia syryjskiego i wyznawała chrześcijaństwo. Sam Filoksenos uważał się do końca życia za Syryjczyka. Języki grecki i pahlawi znał słabo, nigdy w nich nie pisał.
W większych miastach Persji funkcjonowały w tym okresie kościoły i klasztory, przy których zakładano chrześcijańskie szkoły. Uczono w nich między innymi podstaw teologii i filozofii. W jednej z takich szkół Filoksenos odebrał zapewne podstawowe wykształcenie. Aby kontynuować naukę, opuścił Persję i rozpoczął studia w Edessie, leżącej po rzymskiej stronie ówczesnej granicy. Według hagiografów rodzina Filoksenosa uciekła z ojczystego kraju w czasie prześladowań chrześcijan, zainicjowanych przez duchowieństwo zaratusztriańskie. Badania historyków nie potwierdzają jednak, aby w tym okresie miały miejsce ataki na chrześcijan w Persji.
Placówka w Edessie, gdzie studiował Filoksenos, uważana jest za jedną z najlepszych – jeżeli nie najlepszą – szkół filozoficznych Cesarstwa V wieku. Jej prestiż opierał się na pluralizmie. Nauczali w niej równocześnie przedstawiciele neoplatonizmu i arystotelizmu. Teologię wykładał między innymi Ibas z Edessy, uczeń Teodor z Mopsuestii (który był również nauczycielem Nestoriusza), a z drugiej strony Rabbula, uczeń Cyryla z Aleksandrii. W Edessie Filoksenos zapoznał się z wszystkimi ważniejszymi poglądami naukowymi swoich czasów. Został zwolennikiem filozofii i teologii Cyryla z Aleksandrii. Przestudiował ją dokładnie dzięki syryjskim przekładom dzieł Cyryla autorstwa Rabbuli. Równocześnie interesował się ascetyzmem, zapoznał się między innymi szczegółowo z pracami Ewagriusza z Pontu, także w syryjskich tłumaczeniach.

### Wojna domowa w Syrii i pierwsze wygnanie

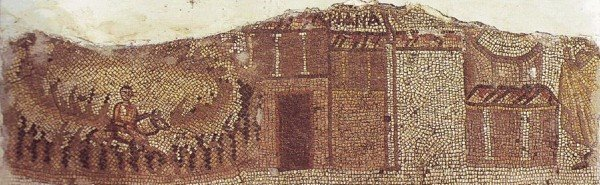
Fragment Mozaika Polowanie na Megalopsychię z kompleksu Yakto w Antiochii, wykonanej w drugiej połowie V wieku. Przedstawia pałac cesarski i katedrę w Antiochii

Po ukończeniu studiów Filoksenos przeniósł się, około roku 470, do Antiochii, gdzie trwały walki między zwolennikami i przeciwnikami decyzji soboru chalcedońskiego. Został współpracownikiem antychalcedońskiego biskupa tego miasta, Piotra Folusznika. Zbiegło się to w czasie z eskalacją przemocy związaną z dodaniem przez Piotra do trishagionu Święty Boże, Święty mocny, Święty a Nieśmiertelny uzupełnienia wziętego z anatematyzmatów Cyryla: który zostałeś za nas ukrzyżowany. W kulminacyjnym momencie walk zginął prochalcedoński biskup Stefan, co doprowadziło do interwencji cesarskiej.
W roku 476, wraz z Piotrem Folusznikiem, musiał uciekać z Antiochii, gdy wojsko cesarza Zenona wsparło zwolenników Chalcedonu. Schronił się w klasztorach za murami miasta. W roku 482 biskup Kalandion skazał Filoksenosa na wygnanie z Antiochii i całej prowincji. Podczas wygnania podróżował między klasztorami w Syrii i Palestynie, zdobywając poparcie mnichów dla ruchu antychalcedońskiego. Dłużej zatrzymał się w Beth Gaugal i Tell Ada. W roku 484 udał się do Konstantynopola, gdzie przedstawił postulaty syryjskich przeciwników Chalcedonu na dworze cesarskim i lobbował za przywróceniem Piotra Folusznika na biskupstwo antiocheńskie. W tym okresie powstały najstarsze zachowane dzieła Filoksenosa, między innymi programowy List do mnichów o wierze oraz polemiczna Księga przeciwko Habibowi, datowane na rok 482.
W roku 482 cesarz Zenon wydał edykt zwany Henotikon. Doszło do zmiany polityki cesarskiej, przeciwnicy Chalcedonu przestali być prześladowani. Prochalcedoński biskup Antiochii Kalandion przyłączył się do buntu przeciwko cesarzowi, który ogarnął Syrię. Filoksenos opowiedział się po stronie cesarza. Bunt został stłumiony po dwóch latach walk. W roku 484 antychalcedończycy odzyskali kontrolę nad Antiochią. Do miasta powrócili Piotr Folusznik i Filoksenos.
Po pacyfikacji Syrii, Zenon usunął dziewięciu biskupów, którzy opowiedzieli się przeciwko niemu. Wśród usuniętych był biskup Mabbug. W ich miejsce cesarz mianował swoich stronników, w tym Filoksenosa. Zachowany w odpisie list nominacyjny nowego biskupa Mabbug, wystawiony przez cesarza Zenona, datowany został na 18 dzień miesiąca ab roku 796 ery Seleucydów, czyli na sierpień roku 485.
Najprawdopodobniej jeszcze w sierpniu roku 485 Piotr Folusznik wyświęcił Filoksenosa na biskupa Mabbug. Było to strategiczne miasto, położone w dolinie Eufratu, w pobliżu granicy z Persją. Pełniło rolę stolicy prowincji Siria Euphratensis. Biskupowi Mabbug, jako metropolicie, podlegało pięciu biskupów prowincji.

### Biskup Mabbug

#### Działalność misyjna i polityczna
Mabbug było miastem zamieszkałym przez ludność mówiącą po syryjsku, grecku oraz w języku pahlawi. Chrześcijanie stanowili mniejszość wśród mieszkańców prowincji. Filoksenos rozpoczął szeroko zakrojoną akcję ewangelizacyjną, skierowaną głównie przeciwko kultowi bogini Atargatis. Zwalczając kult rzeźb, czczonych w licznych świątyniach pogańskich Mabbug, wprowadził w chrześcijańskich kościołach bardzo restrykcyjny ikonoklazm. Sprowadził mnichów palestyńskich i syryjskich, fundując liczne klasztory. Były to niewielkie placówki misyjne, liczące od pięciu do dziesięciu mnichów, rozsiane po całej prowincji. Centrum akcji był duży klasztor w Senun, o którym Filoksenos wypowiadał się z dumą w swoich pismach, położony prawdopodobnie na północny wschód od Mabbug, przy drodze do Edessy.
Od południa z prowincją Siria Euphratensis sąsiadowały ziemie zamieszkałe przez Arabów. Według źródeł hagiograficznych, Filoksenos był organizatorem pierwszej misji chrześcijańskiej, która dotarła do środkowych i południowych regionów interioru Półwyspu Arabskiego. Część uczonych uważa, że są to legendy. Jednak według odkrytego pod koniec XX wieku listu Simeona z Beth Arsham, napisanego w początkach VI wieku, dwaj pierwsi biskupi metropolii arabskiej w Nadżran, na południe od Mekki, byli uczniami Filoksenosa i zostali przez niego wyświęceni. Wiele prac badawczych poświęcono wpływowi dzieł Filoksenosa na rozwój literatury arabskiej.
Wysyłał misjonarzy do swojego rodzinnego kraju, sąsiadującej z jego prowincją Persją. W latach 502–505 toczyła się wojna rzymsko–perska. Mabbug pełniło funkcję garnizonu wojennego, w mieście przebywało dowództwo oraz znacząca liczba żołnierzy. Na zajętych przez wojsko rzymskie terenach Filoksenos usuwał chalcedońskich i nestoriańskich biskupów, zastępując ich swoimi uczniami. Fundował tam misyjne klasztory, w których osadzał syryjskich mnichów. Zachował się list Filoksenosa do perskiego polityka Lakhmida Phylarcha, który zawiera uzasadnienie usuwania heretyckich biskupów.
Jego uczniowie działali też w Armenii. Filoksenos korespondował z tamtejszymi władzami i biskupami. Odrzucenie postanowień soboru chalcedońskiego przez Ormian na drugim synodzie w Dwinie, w latach 555–556, uzasadniono opierając się na pracach Filoksenosa. Wpływ jego dzieł na rozwój literatury ormiańskiej jest uważany za znaczący. W średniowiecznej Armenii wielu autorów podszywało się pod Filoksenosa, funkcjonował cały nurt literacki zwany pseudofilokseńskim.
Rola Filoksenosa w polityce Cesarstwa na jego wschodniej granicy była tak ważna politycznie, że w roku 507 otwarto w Konstantynopolu stałe przedstawicielstwo biskupstwa Mabbug. Odtąd na dworze cesarza Anastazjusza obecny był pełnomocnik Filoksenosa.

#### Działalność naukowa i edukacyjna
Jako biskup napisał w latach 488–489 swoje najobszerniejsze i najważniejsze prace. Ponieważ w polemikach zwolennicy Chalcedonu zręcznie wykorzystywali syryjski przekład Pisma Świętego zwany Peszittą, Filoksenos postanowił dokonać własnego tłumaczenia ksiąg Nowego Testamentu. W tym celu, w roku 498, zorganizował w Mabbug duże skryptorium. Pracami nad przekładem kierował chorepiskop Polikarp. W nowym tłumaczeniu, jak wyjaśniał w swoich pismach Filoksenos, sprostowano błędne przekłady wielu wersetów Pisma Świętego. Błędy Peszitty miały prowadzić do fałszywych wniosków teologicznych. Prace nad przekładem trwały do 507 lub 508 roku, gdyż w tych latach, bazując na nowym tłumaczeniu, Filoksenos napisał dwie duże polemiki z egzegezą biblijną teologów chalcedońskich. Były to Komentarz do prologu Jana oraz Komentarz do Mateusza i Łukasza.
Nie jest jasna rola, jaką odegrał Filoksenos w likwidacji uczelni w Edessie, której był absolwentem. W latach 80. V wieku ze szkoły zostali usunięci wykładowcy o poglądach antychalcedońskich. W odpowiedzi, w roku 489, szkoła została zamknięta, co poparł Filoksenos. Biskup Barsauma z Nisibs przyjął wygnanych uczniów i wykładowców w swoim mieście, po perskiej stronie granicy. W ten sposób powstała ciesząca się dużym prestiżem w następnych latach szkoła w Nisibis.

#### Konflikt z Flawianem z Antiochii
W roku 498 większa część Syrii znalazła się ponownie pod kontrolą wrogów Filoksenosa. Biskupem Antiochii został Flawian, zwolennik Chalcedonu. Filoksenos stanął na czele syryjskiego stronnictwa antychalcedońskiego. Rozpoczął walkę o usunięcie Flawiana i odzyskanie Antiochii. Przez czternaście lat zaangażowany był w spory i zabiegi polityczne. Był to okres najbardziej płodny w twórczości Filoksenosa. Zachowało się wiele jego listów, skierowanych do cesarza, władz prowincjonalnych, mnichów czy innych biskupów, w których domagał się usunięcia Flawiana.
Zwalczając Flawiana pozostawał tolerancyjny wobec zwolenników Chalcedonu we własnej prowincji. Uznawał sprawowane przez duchownych chalcedońskich sakramenty i nie żądał powtórzenia żadnych aktów liturgicznych. W modlitwach mszalnych nie wykreślił imion biskupów, którzy podpisali definicję chalcedońską. Wygłaszał przeciwko ich poglądom mowy, pisał listy, ale nie stosował represji.
Ze wsparciem cesarza Anastazjusza udało się Filoksenosowi usunąć Flawiana w roku 512. Nowym biskupem Antiochii został przyjaciel Filoksenosa, Sewer.

### Drugie wygnanie i śmierć
Po śmierci cesarza Anastazjusza w roku 519, jego następca Justyn przyjął politykę zwalczania przeciwników Chalcedonu. Wydał dekret, w myśl którego biskupi syryjscy mieli podpisać dokument, zawierający akceptację definicji chalcedońskiej. Za odmowę groziła kara usunięcia z urzędu i wygnania. Sewer z Antiochii uciekł do Egiptu. Kilku innych biskupów udało się dobrowolnie na zesłanie. Filoksenos został w Mabbug i próbował organizować opór. Nie uzyskał poparcia własnego duchowieństwa i wiernych. W oficjalnych dokumentach został oskarżony o herezję i manicheizm. Usunięto go z biskupstwa siłą, przy pomocy wojska. W Liście do mnichów z Senun nie krył rozgoryczenia: Całe duchowieństwo, z jednym wyjątkiem, zostało przeze mnie wyświęcone. Nawróciłem osobiście tak wielu, trzy czwarte miasta ochrzciłem. Za to odwdzięczono mi się, wyklinając jako heretyka.
Jesienią 519 roku został wywieziony z Mabbug. Zimę spędził uwięziony w paflagońskich Gangrach. Wiosną 520 roku przewieziono go do Filipopolis w Tracji i umieszczono na stałe w areszcie domowym. Nie zabroniono mu pisać. Zachowały się trzy jego listy, wysłane z wygnania do klasztorów syryjskich. Skarżył się w nich na pogarszające się zdrowie oraz warunku uwięzienia. Jego pokój był często zadymiony, gdyż umieszczono go nad kuchnią z niedrożnym kominem.
Według hagiografów został zamordowany, ale we współczesnej nauce uważa się to za legendę. Umarł w roku 523, ciężko schorowany, w wieku około 80 lat. Źródła syryjskie z VIII wieku podają, że jego śmierć nastąpiła 10 dnia miesiąca kanun roku 835 ery Seleucydów, czyli w grudniu 523 roku.

## Kult
Najstarsze zachowane świadectwa kultu Filoksenosa pochodzą z VIII wieku. Szerzył się on wówczas w klasztorach syryjskich. Filoksenos jest uznawany za świętego przez Kościół syryjski i inne Kościoły przedchalcedońskie, między innymi Kościół ormiański, Kościół koptyjski czy Kościół w Indiach. W kalendarzu Kościoła syryjskiego wspomina się go trzykrotnie w ciągu roku: 18 lutego (translacja), 18 sierpnia (ordynacja biskupia) i 10 grudnia (śmierć).

## Poglądy

### Epistemologia
W epistemologii Filoksenos rozwijał antyempiryczną i antyspekulatywną filozofię Ewagriusza. Jego zdaniem nauki empiryczne nie mogą wyjaśnić przyczyn i celu istnienia wszechświata, życia oraz człowieka. Wiedza spekulatywna, oparta na logice czy dialektyce, także nie jest w stanie dać pewnych odpowiedzi na najbardziej fundamentalne pytania. Dzieje się tak dlatego, że w ludzkim języku nie istnieją odpowiednie pojęcia i struktury semantyczne.
Źródłem wiedzy nie jest obserwacja lub spekulacja, lecz praktyka, osiągalna przez przezwyciężenie ograniczeń ciała i umysłu. Praktykę rozumiał Filoksenos jako kontemplację rzeczywistości w ascetycznej dyscyplinie oraz alegoryczne odczytywanie Pisma Świętego. Przez odpowiednie ćwiczenia ciała i umysłu człowiek może zdobyć wiedzę i próbować przekazać ją w słowach, które jednak zawsze pozostaną nieadekwatne do obiektywnej rzeczywistości. Według Filoksenosa, prawdziwa wiedza to wiedza o Bogu, którą można zdobyć tylko na pustyni.

### Ontologia
W ontologii Filoksenos był przedstawicielem platonizującego spirytualizmu, wywodzącego się z filozofii Orygenesa. Był krytykiem arystotelesowskiej tezy o całkowitej transcendencji Absolutu. Według niego wszechświat jest nieskończony, wieczny i posiada jedną naturę (substancję), wspólną z Absolutem.
Jego zdaniem monistyczna struktura wszechświata uległa nietrwałemu rozbiciu wskutek grzechu pierworodnego, który był wydarzeniem o charakterze kosmicznym. Świat poznawalny empirycznie przez człowieka, ograniczony i istniejący w czasie, jest skutkiem upadku. Po oczyszczeniu z elementów nieodwracalnie upadłych, świat powróci do substancjalnej jedności z Absolutem.

### Antropologia i soteriologia
Antropologia jest najbardziej oryginalnym elementem filozofii Filoksenosa. Według niego człowiek nie jest bytem ostatecznie ukształtowanym, lecz dynamicznym, podlegającym ciągłemu stawaniu się. Celem stawania się człowiekiem jest stopniowe przyswajanie cech boskich. Pełne człowieczeństwo urzeczywistnia się jedynie wtedy, gdy człowiek zostanie substancjalnie zjednoczony z Absolutem. Pierwszym człowiekiem, który stał się z Bogiem jedną naturą był Jezus z Nazaretu.
Śmierć Chrystusa na krzyżu Filoksenos uważał za element ekonomii zbawienia. Logos wcielił się oraz umarł na krzyżu za nas, aby ustanowić unię między Bogiem a ludzkością i umożliwić odnowienie ludzkiej natury, czyli przywrócenie jej do stanu właściwego – zjednoczenia substancjalnego z Bogiem.
Zbawienie każdego człowieka jest możliwe dzięki wcieleniu Logosu w jednej naturze Jezusa Chrystusa. Każdy człowiek ma potencjał, aby być równy Jezusowi i zjednoczyć się z Logosem. Filoksenos pojmował zbawienie jako najściślejszą, substancjalną unię między człowiekiem a Bogiem. Pełne zjednoczenie człowieka z Bogiem dokonuje się przez zmodyfikowanie natury ludzkiej do stanu sprzed upadku i całkowite podporządkowanie jej naturze boskiej. W tym znaczeniu Filoksenos sformułował doktrynalną tezę soteriologiczną, zgodnie z którą zbawiony człowiek staje się Bogiem.

### Chrystologia
Filoksenos był krytykiem postanowień soboru chalcedońskiego i kontynuatorem myśli teologicznej Cyryla z Aleksandrii. Zdaniem współczesnych badaczy jest najwybitniejszym teologiem antychalcedońskim w dziejach chrześcijaństwa. Uważa się go za przedstawiciela nurtu w chrystologii zwanego miafizytyzmem.
Filoksenos odrzucał twierdzenie o dwóch naturach Jezusa Chrystusa, boskiej i ludzkiej. Zwolenników Chalcedonu uznawał za heretyków, którzy dzielą Zbawiciela na dwie osoby. Jego zdaniem Syn Boży nie może mieć dwóch tożsamości – boskiej Logosu i ludzkiej Jezusa z Nazaretu.
Uważał, że zwolennicy Chalcedonu negują kluczowy dla chrześcijaństwa fakt wcielenia Logosu, zastępując go nieortodoksyjną koncepcją poczęcia Boga-Człowieka. Jak to ujął: Oni odrzucają wcielenie Boga i jego ekonomię zbawienia. Ponadto, zdaniem Filoksenosa, definicja chalcedońska jest fundamentalnie niezgodna z doktryną soboru nicejskiego, według której Syn Boży ma tylko jedną naturę (istotę, substancję), współistotną naturze Ojca.
Wbrew radykalnym antychalcedończykom uznawał jednak, że Syn Boży jest nie tylko Bogiem, ale także człowiekiem. Jego zdaniem Jezus Chrystus ma jedną naturę, która jest równocześnie boska i ludzka. Wcielenie nie spowodowało żadnej zmiany w boskości i nie naruszyło tożsamości osobowej Logosu. Polegało na ścisłym połączeniu Absolutu z człowiekiem. W wyniku tego połączenia nastąpiła modyfikacja ludzkiej natury Jezusa z Nazaretu. Upadła natura Jezusa została przywrócona do stanu właściwego, w którym jest substancjalnie zjednoczona z Bogiem i całkowicie mu podporządkowana. Dlatego Chrystus pozostaje tożsamy, co do swojej natury i identyfikacji osobowej, z Logosem.
W momencie wcielenia Bóg nie stał się człowiekiem, lecz człowiek stał się Bogiem – poprzez pełne, substancjalne zjednoczenie w jednej osobie i w jednej naturze Chrystusa. Dlatego poprawna jest formuła teopasyjna. Filoksenos wyraził ją w tezie doktrynalnej, zgodnie z którą Bóg został ukrzyżowany za nas.

### Egzegeza
Filoksenos był krytykiem egzegezy historyczno-literackiej szkoły antiocheńskiej. Większość jego prac biblijnych to polemiki z metodą egzegetyczną Teodora z Mopsuesti, najwybitniejszego przedstawiciela tej szkoły. Filoksenos odrzucał zarówno dosłowną, jak i naukową interpretację Pisma Świętego.
Był kontynuatorem alegorycznej metody interpretacji Biblii szkoły aleksandryjskiej i jest uważany za jednego z jej najwybitniejszych przedstawicieli. Twierdził, że w Piśmie Świętym zawarta jest mistyczna wiedza, przekazana przez Boga w celu doprowadzenia ludzkości do zbawienia. Dlatego Biblii nie należy interpretować w taki sam sposób, jak inne teksty. Boską wiedzę – jak to ujął Filoksenos – należy zgłębiać, a nie dyskutować, sprawdzać czy podważać. Biblia bowiem, obok wcielenia, jest najważniejszym elementem boskiej ekonomii zbawienia człowieka.

## Dzieła

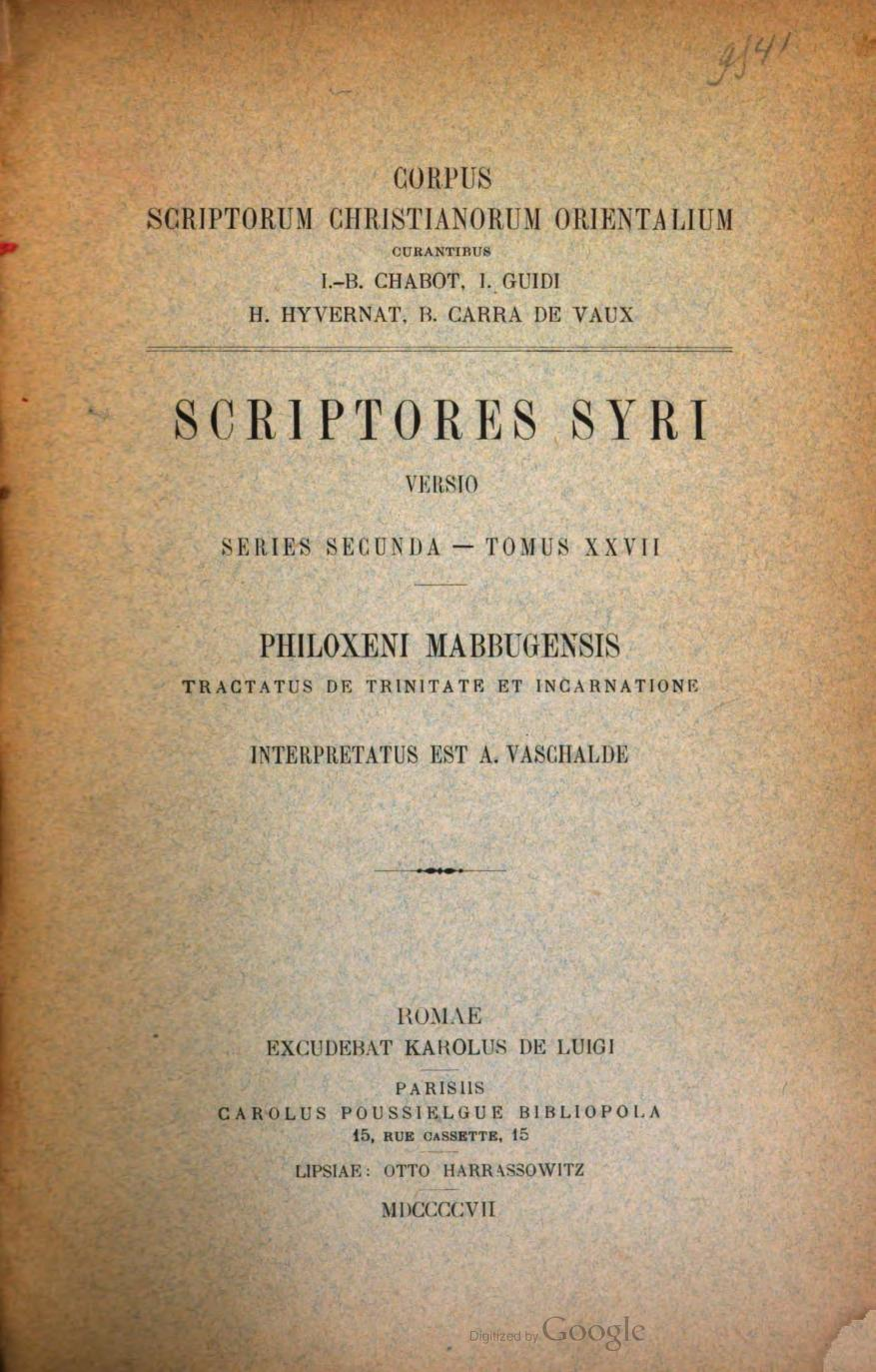
Wydanie łacińskiego przekładu Księgi sentencji z 1907 roku. Philoxeni Mabbugensis tractatus tres de trinitate et incarnatione. Corpus scriptorum Christianorum Orientalium. Scriptores Syri, ser. 2, t. 27.

Filoksenos był jednym z najpłodniejszych pisarzy starożytności. Na przełomie XX i XXI wieku uczeni odkryli kolejne starożytne i średniowieczne manuskrypty z jego pracami. Ich całkowitą liczbę trudno dokładnie ustalić, gdyż analizowana jest autentyczność poszczególnych prac. Badacze uważają, że w XXI wieku zostaną odkryte kolejne rękopisy z dziełami Filoksenosa. W roku 2006 polski orientalista Witold Witakowski wykazał, że nieznane teksty Filoksenosa zachowały się w tłumaczeniach na język gyyz. Filekseyus jest autorem kilku podręczników ascezy i teologii, które były używane przez Kościół etiopski.
W roku 2014 za bezspornie co do autorstwa uznawano 83 dzieła Filoksenosa. Tylko część z tych prac została wydana. Niewiele z nich przetłumaczono na nowożytne języki. Przełożono przeważnie te dzieła, które jeszcze za życia autora lub w pierwszych wiekach po jego śmierci przetłumaczono na języki grecki, ormiański, arabski lub łaciński.
Filoksenos pisał w klasycznym języku syryjskim. Jego sposób używania tego języka uchodził za normę dla kolejnych pokoleń syryjskich pisarzy. Tworzył w różnych gatunkach literackich. Były to między innymi polemiki, traktaty filozoficzne, teologiczne i ascetyczne, komentarze, dialogi, mowy, homilie, modlitwy czy listy. Zachowało się też jego kilka krótkich dzieł poetyckich.
Najważniejsze zachowane prace:
- Filokseński Nowy Testament – nie przetrwał żaden rękopis syryjskiego tłumaczenia Nowego Testamentu sporządzonego na polecenie Filoksenosa. Identyfikacja odnalezionych w różnych manuskryptach fragmentów była przedmiotem wieloletniej debaty naukowej. W roku 1981 Sebastian Brock(inne języki) wykazał, które z zachowanych fragmentów syryjskiego Nowego Testamentu pochodzą z tłumaczenia filokseńskiego, a które z przekładów późniejszych[9]. Istnieją przesłanki wskazujące na to, że również kilka ksiąg Starego Testamentu zostało przetłumaczonych z polecenia Filoksenosa. Dotyczy to Księgi Rodzaju, Księgi Izajasza oraz – co jest najmniej prawdopodobne – Psalmów. Autentyczność odnalezionych fragmentów Starego Testamentu, przypisywanych tłumaczeniu filokseńskiemu, jest kwestionowana przez badaczy[59].

- Homilie (Mēmrē) – zbiór trzynastu mów, poświęconych problematyce epistemologii i ascezy[60]. Spośród dzieł Filoksenosa zachowany w największej liczbie syryjskich rękopisów[61]. Autorstwo przypisywano na Zachodzie do XIX wieku Grzegorzowi z Nyssy, gdyż jego imieniem opatrzone były kopie starożytnego przekładu greckiego. Zachowało się średniowieczne tłumaczenie arabskie, zatytułowane Ṭarīq al-kamāl[62]. Rękopisy koptyjskiego tłumaczenia Homilii były czytane w klasztorach egipskich na początku VI wieku[63]. Data powstania zbioru nie jest znana, ale mowy w nim zawarte zostały wygłoszone przed rokiem 508, gdyż Filoksenos cytuje Biblię według Peszitty, a nie nowego tłumaczenia. Najczęściej uważa się, że mowy te zostały zredagowane około 485 roku[64]. Dzieło to przełożono na wiele języków nowożytnych, powszechnie znane jest w literaturze pod angielskim tytułem Discourses[62].

- Księga sentencji – najdłuższe dzieło Filoksenosa. Traktat, w którym wyłożył swoje poglądy filozoficzne i teologiczne[22]. Zachowany niemal w całości dzięki syryjskiemu manuskryptowi przechowywanemu w Bibliotece Watykańskiej. Znany także w łacińskim przekładzie jako Tractatus tres de trinitate et incarnatione[65]. Filoksenos napisał to dzieło w latach 488–489[22].

- List do mnichów o wierze – list do nieznanego z nazwy klasztoru syryjskiego w obronie formuły teopasyjnej, w którym Filoksenos wyłożył swoją chrystologię[53]. Znany z wielu manuskryptów syryjskich oraz przekładów arabskiego i łacińskiego[66]. Napisany między rokiem 476 a 484. Dzieło, z którego cytaty wywarły duży wpływ na dalszy rozwój teologii na Wschodzie, na przykład: Wierzymy, że ten, który jest nieśmiertelny, umarł[53].

- O teorii drzewa życia – traktat soteriologiczny, w którym Filoksenos przedstawił podstawy swojej filozofii. Znany z kilku dłuższych fragmentów w syryjskich rękopisach. Inne fragmenty zachowały się w częściowym łacińskim przekładzie, zatytułowanym De Paradiso commentarius. Tłumaczenie to znane jest dzięki wydaniu w XVI wieku jego tekstu[67]. Z VII wieku pochodzi, oparta na tekście Filoksenosa, arabska praca Komentarz ojców o raju[68]. Data powstania O teorii drzewa życia nie została ustalona[67].

- List do mnichów z Senun – obszerny list do mnichów z klasztoru w Senun pod Mabbug, napisany z zesłania w Filipopolis, między rokiem 520 a 523[23]. Właściwie praca filozoficzna w formie listu, zachowana w dwóch syryjskich manuskryptach, przechowywanych w Bibliotece Watykańskiej i w Bibliotece Brytyjskiej[69]. Filoksenos przedstawił w niej swoją antropologię, zwłaszcza doktrynę o człowieku, który staje się Bogiem. Cenna również z zawartego w niej florilegium – zestawienia cytatów z dzieł starożytnych pisarzy. Wiele fragmentów z ich prac zachowało się jedynie w tym liście[70].